# 郷原悟
郷原 悟（ごうはら さとる）は、日本の国会職員。第19代参議院事務総長。

## 人物・経歴
神奈川県出身。1980年中央大学法学部卒業、参議院事務局入局。警務部長、庶務部長を経て、2011年委員部長。2013年事務次長。2016年から事務総長を務め、公職選挙法改正への対応などにあたった。